# アッシジの聖フランチェスコ (リベーラの絵画)
『アッシジの聖フランチェスコ』（アッシジのせいフランチェスコ、英: St. Francis of Assisi) 、または『瞑想する聖フランチェスコ』（めいそうするせいフランチェスコ、伊: San Francesco in meditazione) は、スペインのバロック絵画の巨匠ホセ・デ・リベーラが1643年にキャンバス上に油彩で制作した絵画である。画面右側の中ほどに「Jusepe de Ribera español 1643 (スペイン人フセぺ・デ・リベーラ 1643年)」という画家の署名と制作年が記されている。作品は1912年以来、フィレンツェのパラティーナ美術館に所蔵されている。

## 作品
作品の主題である聖フランチェスコは1181年にイタリアのアッシジで生まれた。父親は裕福な毛織物商であったといわれているが、財産の相続を放棄し、世俗を離れ、修道士として奉仕・布教活動に入った。彼の思想に共鳴した同志たちと合流し、フランシスコ会を創設した後、ローマ教皇ホノリウス3世に承認される。1224年にはヴェルナの山で聖痕を受ける奇跡を経験し、身体にイエス・キリストと同じ傷を持った。フランシスコ会の修道服である暗褐色の粗衣と腰紐が聖フランチェスコのアトリビュート (人物を特定する事物) である。
批評家たちは、本作がリベーラの描いた数多くの半身の聖人、殉教者、隠遁者像の中の傑作の1つであると同意している。作品は大胆な自然主義で際立つ、力強いテネブリスムの例である。しかし、そのテネブリスムは、リベーラが1630年代から吸収した新ヴェネツィア派とヴァン・ダイクのから受けた影響の結果、持つこととなった色彩と光に対するより大きな感受性により和らげられている。暗色の背景が強い光に照らされた聖フランチェスコの身体を際立たせている。彼の聖痕、すなわち血の流れている胸と両手の傷、衣服の布地や継ぎあてなどの細部描写には、明らかに自然主義の感覚が見て取れる。
前景の髑髏もまた、見事に流麗な筆致で描かれているが、本作は明らかに「メメント・モリ (死を想え)」の思想を示す。作品の目的は人生の儚さについての深い思索を促し、死後に生が全うされるという終末論的思想に招き入れるというものである。フランシスコ会が死を「生への入り口」とする概念を強調したことは非常によく知られている。